# Liste des subdivisions administratives du Guizhou

Le Guizhou

La structure administrative du Guizhou, province de la république populaire de Chine, est constituée des trois niveaux suivants :
- 9 subdivisions de niveau préfecture
  - 4 villes-préfectures
  - 2 préfectures
  - 3 préfectures autonomes
- 88 subdivisions de niveau district
  - 9 villes-districts
  - 56 xian
  - 11 xian autonome
  - 10 districts
  - 2 districts spéciaux
- 1543 subdivisions de niveau canton
  - 691 bourgs
  - 508 cantons
  - 252 cantons ethniques
  - 92 sous-districts

La table ci-dessous donne uniquement la liste des divisions de niveau préfecture et de niveau district.
| Niveau préfecture                                                                                        | Niveau district                          | Niveau district         | Niveau district                     |
| Niveau préfecture                                                                                        | Nom                                      | Chinois (simplifié)     | Pinyin                              |
| --- | ---------------------------------------- | ----------------------- | ----------------------------------- |
| Ville de Guiyang 贵阳市 Guìyáng Shì                                                                      | District de Wudang                       | 乌当区                  | Wūdāng Qū                           |
| Ville de Guiyang 贵阳市 Guìyáng Shì                                                                      | District de Nanming                      | 南明区                  | Nánmíng Qū                          |
| Ville de Guiyang 贵阳市 Guìyáng Shì                                                                      | District de Yunyan                       | 云岩区                  | Yúnyán Qū                           |
| Ville de Guiyang 贵阳市 Guìyáng Shì                                                                      | District de Huaxi                        | 花溪区                  | Huāxī Qū                            |
| Ville de Guiyang 贵阳市 Guìyáng Shì                                                                      | District de Baiyun                       | 白云区                  | Báiyún Qū                           |
| Ville de Guiyang 贵阳市 Guìyáng Shì                                                                      | District de Xiaohe                       | 小河区                  | Xiǎohé Qū                           |
| Ville de Guiyang 贵阳市 Guìyáng Shì                                                                      | Ville de Qingzhen                        | 清镇市                  | Qīngzhèn Shì                        |
| Ville de Guiyang 贵阳市 Guìyáng Shì                                                                      | Xian de Kaiyang                          | 开阳县                  | Kāiyáng Xiàn                        |
| Ville de Guiyang 贵阳市 Guìyáng Shì                                                                      | Xian de Xiuwen                           | 修文县                  | Xiūwén Xiàn                         |
| Ville de Guiyang 贵阳市 Guìyáng Shì                                                                      | Xian de Xifeng                           | 息烽县                  | Xīfēng Xiàn                         |
| Ville de Liupanshui 六盘水市 Liùpánshuǐ Shì                                                              | District de Zhongshan                    | 钟山区                  | Zhōngshān Qū                        |
| Ville de Liupanshui 六盘水市 Liùpánshuǐ Shì                                                              | Xian de Pan                              | 盘县                    | Pán Xiàn                            |
| Ville de Liupanshui 六盘水市 Liùpánshuǐ Shì                                                              | Xian de Shuicheng                        | 水城县                  | Shuǐchéng Xiàn                      |
| Ville de Liupanshui 六盘水市 Liùpánshuǐ Shì                                                              | District spécial de Liuzhi               | 六枝特区                | Liùzhī Tèqū                         |
| Ville de Zunyi 遵义市 Zūnyì Shì                                                                          | District de Honghuagang                  | 红花岗区                | Hónghuāgǎng Qū                      |
| Ville de Zunyi 遵义市 Zūnyì Shì                                                                          | District de Huichuan                     | 汇川区                  | Huìchuān Qū                         |
| Ville de Zunyi 遵义市 Zūnyì Shì                                                                          | Ville de Chishui                         | 赤水市                  | Chìshuǐ Shì                         |
| Ville de Zunyi 遵义市 Zūnyì Shì                                                                          | Ville de Renhuai                         | 仁怀市                  | Rénhuái Shì                         |
| Ville de Zunyi 遵义市 Zūnyì Shì                                                                          | Xian de Zunyi                            | 遵义县                  | Zūnyì Xiàn                          |
| Ville de Zunyi 遵义市 Zūnyì Shì                                                                          | Xian de Tongzi                           | 桐梓县                  | Tóngzǐ Xiàn                         |
| Ville de Zunyi 遵义市 Zūnyì Shì                                                                          | Xian de Suiyang                          | 绥阳县                  | Suíyáng Xiàn                        |
| Ville de Zunyi 遵义市 Zūnyì Shì                                                                          | Xian de Zheng'an                         | 正安县                  | Zhèng'ān Xiàn                       |
| Ville de Zunyi 遵义市 Zūnyì Shì                                                                          | Xian de Fenggang                         | 凤冈县                  | Fènggāng Xiàn                       |
| Ville de Zunyi 遵义市 Zūnyì Shì                                                                          | Xian de Meitan                           | 湄潭县                  | Méitán Xiàn                         |
| Ville de Zunyi 遵义市 Zūnyì Shì                                                                          | Xian de Yuqing                           | 余庆县                  | Yúqìng Xiàn                         |
| Ville de Zunyi 遵义市 Zūnyì Shì                                                                          | Xian de Xishui                           | 习水县                  | Xíshuǐ Xiàn                         |
| Ville de Zunyi 遵义市 Zūnyì Shì                                                                          | Xian autonome gelao et miao de Daozhen   | 道真仡佬族 苗族自治县   | Dàozhēn gēlǎozú miáozú Zìzhìxiàn    |
| Ville de Zunyi 遵义市 Zūnyì Shì                                                                          | Xian autonome gelao et miao de Wuchuan   | 务川仡佬族 苗族自治县   | Wùchuān gēlǎozú miáozú Zìzhìxiàn    |
| Ville d'Anshun 安顺市 Ānshùn Shì                                                                         | District de Xixiu                        | 西秀区                  | Xīxiù Qū                            |
| Ville d'Anshun 安顺市 Ānshùn Shì                                                                         | Xian de Pingba                           | 平坝县                  | Píngbà Xiàn                         |
| Ville d'Anshun 安顺市 Ānshùn Shì                                                                         | Xian de Puding                           | 普定县                  | Pǔdìng Xiàn                         |
| Ville d'Anshun 安顺市 Ānshùn Shì                                                                         | Xian autonome buyei et miao de Guanling  | 关岭布依族 苗族自治县   | Guānlǐng bùyīzú miáozú Zìzhìxiàn    |
| Ville d'Anshun 安顺市 Ānshùn Shì                                                                         | Xian autonome buyei et miao de Zhenning  | 镇宁布依族 苗族自治县   | Zhènníng bùyīzú miáozú Zìzhìxiàn    |
| Ville d'Anshun 安顺市 Ānshùn Shì                                                                         | Xian autonome miao et buyei de Ziyun     | 紫云苗族 布依族自治县   | Zǐyún miáozú bùyīzú Zìzhìxiàn       |
| Préfecture de Bijie 毕节地区 Bìjié Dìqū                                                                  | Ville de Bijie                           | 毕节市                  | Bìjié Shì                           |
| Préfecture de Bijie 毕节地区 Bìjié Dìqū                                                                  | Xian de Dafang                           | 大方县                  | Dàfāng Xiàn                         |
| Préfecture de Bijie 毕节地区 Bìjié Dìqū                                                                  | Xian de Qianxi                           | 黔西县                  | Qiánxī Xiàn                         |
| Préfecture de Bijie 毕节地区 Bìjié Dìqū                                                                  | Xian de Jinsha                           | 金沙县                  | Jīnshā Xiàn                         |
| Préfecture de Bijie 毕节地区 Bìjié Dìqū                                                                  | Xian de Zhijin                           | 织金县                  | Zhījīn Xiàn                         |
| Préfecture de Bijie 毕节地区 Bìjié Dìqū                                                                  | Xian de Nayong                           | 纳雍县                  | Nàyōng Xiàn                         |
| Préfecture de Bijie 毕节地区 Bìjié Dìqū                                                                  | Xian de Hezhang                          | 赫章县                  | Hèzhāng Xiàn                        |
| Préfecture de Bijie 毕节地区 Bìjié Dìqū                                                                  | Xian autonome yi, hui et miao de Weining | 威宁彝族回族 苗族自治县 | Wēiníng yízú huízú miáozú Zìzhìxiàn |
| Préfecture de Tongren 铜仁地区 Tóngrén Dìqū                                                              | Ville de Tongren                         | 铜仁市                  | Tóngrén Shì                         |
| Préfecture de Tongren 铜仁地区 Tóngrén Dìqū                                                              | Xian de Jiangkou                         | 江口县                  | Jiāngkǒu Xiàn                       |
| Préfecture de Tongren 铜仁地区 Tóngrén Dìqū                                                              | Xian de Shiqian                          | 石阡县                  | Shíqiān Xiàn                        |
| Préfecture de Tongren 铜仁地区 Tóngrén Dìqū                                                              | Xian de Sinan                            | 思南县                  | Sīnán Xiàn                          |
| Préfecture de Tongren 铜仁地区 Tóngrén Dìqū                                                              | Xian de Dejiang                          | 德江县                  | Déjiāng Xiàn                        |
| Préfecture de Tongren 铜仁地区 Tóngrén Dìqū                                                              | Xian autonome dong de Yuping             | 玉屏侗族自治县          | Yùpíng dòngzú Zìzhìxiàn             |
| Préfecture de Tongren 铜仁地区 Tóngrén Dìqū                                                              | Xian autonome tujia et miao de Yinjiang  | 印江土家族 苗族自治县   | Yìnjiāng tǔjiāzú miáozú Zìzhìxiàn   |
| Préfecture de Tongren 铜仁地区 Tóngrén Dìqū                                                              | Xian autonome tujia de Yanhe             | 沿河土家族自治县        | Yánhé tǔjiāzú Zìzhìxiàn             |
| Préfecture de Tongren 铜仁地区 Tóngrén Dìqū                                                              | Xian autonome miao de Songtao            | 松桃苗族自治县          | Sōngtáo miáozú Zìzhìxiàn            |
| Préfecture de Tongren 铜仁地区 Tóngrén Dìqū                                                              | District spécial de Wanshan              | 万山特区                | Wànshān Tèqū                        |
| Préfecture autonome miao et dong de Qiandongnan 黔东南苗族侗族自治州 Qiándōngnán miáozú dòngzú Zìzhìzhōu | Ville de Kaili                           | 凯里市                  | Kǎilǐ Shì                           |
| Préfecture autonome miao et dong de Qiandongnan 黔东南苗族侗族自治州 Qiándōngnán miáozú dòngzú Zìzhìzhōu | Xian de Huangping                        | 黄平县                  | Huángpíng Xiàn                      |
| Préfecture autonome miao et dong de Qiandongnan 黔东南苗族侗族自治州 Qiándōngnán miáozú dòngzú Zìzhìzhōu | Xian de Shibing                          | 施秉县                  | Shībǐng Xiàn                        |
| Préfecture autonome miao et dong de Qiandongnan 黔东南苗族侗族自治州 Qiándōngnán miáozú dòngzú Zìzhìzhōu | Xian de Sansui                           | 三穗县                  | Sānsuì Xiàn                         |
| Préfecture autonome miao et dong de Qiandongnan 黔东南苗族侗族自治州 Qiándōngnán miáozú dòngzú Zìzhìzhōu | Xian de Zhenyuan                         | 镇远县                  | Zhènyuǎn Xiàn                       |
| Préfecture autonome miao et dong de Qiandongnan 黔东南苗族侗族自治州 Qiándōngnán miáozú dòngzú Zìzhìzhōu | Xian de Cengong                          | 岑巩县                  | Céngǒng Xiàn                        |
| Préfecture autonome miao et dong de Qiandongnan 黔东南苗族侗族自治州 Qiándōngnán miáozú dòngzú Zìzhìzhōu | Xian de Tianzhu                          | 天柱县                  | Tiānzhù Xiàn                        |
| Préfecture autonome miao et dong de Qiandongnan 黔东南苗族侗族自治州 Qiándōngnán miáozú dòngzú Zìzhìzhōu | Xian de Jinping                          | 锦屏县                  | Jǐnpíng Xiàn                        |
| Préfecture autonome miao et dong de Qiandongnan 黔东南苗族侗族自治州 Qiándōngnán miáozú dòngzú Zìzhìzhōu | Xian de Jianhe                           | 剑河县                  | Jiànhé Xiàn                         |
| Préfecture autonome miao et dong de Qiandongnan 黔东南苗族侗族自治州 Qiándōngnán miáozú dòngzú Zìzhìzhōu | Xian de Taijiang                         | 台江县                  | Táijiāng Xiàn                       |
| Préfecture autonome miao et dong de Qiandongnan 黔东南苗族侗族自治州 Qiándōngnán miáozú dòngzú Zìzhìzhōu | Xian de Liping                           | 黎平县                  | Lípíng Xiàn                         |
| Préfecture autonome miao et dong de Qiandongnan 黔东南苗族侗族自治州 Qiándōngnán miáozú dòngzú Zìzhìzhōu | Xian de Rongjiang                        | 榕江县                  | Róngjiāng Xiàn                      |
| Préfecture autonome miao et dong de Qiandongnan 黔东南苗族侗族自治州 Qiándōngnán miáozú dòngzú Zìzhìzhōu | Xian de Congjiang                        | 从江县                  | Cóngjiāng Xiàn                      |
| Préfecture autonome miao et dong de Qiandongnan 黔东南苗族侗族自治州 Qiándōngnán miáozú dòngzú Zìzhìzhōu | Xian de Leishan                          | 雷山县                  | Léishān Xiàn                        |
| Préfecture autonome miao et dong de Qiandongnan 黔东南苗族侗族自治州 Qiándōngnán miáozú dòngzú Zìzhìzhōu | Xian de Majiang                          | 麻江县                  | Májiāng Xiàn                        |
| Préfecture autonome miao et dong de Qiandongnan 黔东南苗族侗族自治州 Qiándōngnán miáozú dòngzú Zìzhìzhōu | Xian de Danzhai                          | 丹寨县                  | Dānzhài Xiàn                        |
| Préfecture autonome buyei et miao de Qiannan 黔南布依族苗族自治州 Qiánnán bùyīzú miáozú Zìzhìzhōu        | Ville de Duyun                           | 都匀市                  | Dūyún Shì                           |
| Préfecture autonome buyei et miao de Qiannan 黔南布依族苗族自治州 Qiánnán bùyīzú miáozú Zìzhìzhōu        | Ville de Fuquan                          | 福泉市                  | Fúquán Shì                          |
| Préfecture autonome buyei et miao de Qiannan 黔南布依族苗族自治州 Qiánnán bùyīzú miáozú Zìzhìzhōu        | Xian de Libo                             | 荔波县                  | Lìbō Xiàn                           |
| Préfecture autonome buyei et miao de Qiannan 黔南布依族苗族自治州 Qiánnán bùyīzú miáozú Zìzhìzhōu        | Xian de Guiding                          | 贵定县                  | Guìdìng Xiàn                        |
| Préfecture autonome buyei et miao de Qiannan 黔南布依族苗族自治州 Qiánnán bùyīzú miáozú Zìzhìzhōu        | Xian de Weng'an                          | 瓮安县                  | Wèng'ān Xiàn                        |
| Préfecture autonome buyei et miao de Qiannan 黔南布依族苗族自治州 Qiánnán bùyīzú miáozú Zìzhìzhōu        | Xian de Dushan                           | 独山县                  | Dúshān Xiàn                         |
| Préfecture autonome buyei et miao de Qiannan 黔南布依族苗族自治州 Qiánnán bùyīzú miáozú Zìzhìzhōu        | Xian de Pingtang                         | 平塘县                  | Píngtáng Xiàn                       |
| Préfecture autonome buyei et miao de Qiannan 黔南布依族苗族自治州 Qiánnán bùyīzú miáozú Zìzhìzhōu        | Xian de Luodian                          | 罗甸县                  | Luódiàn Xiàn                        |
| Préfecture autonome buyei et miao de Qiannan 黔南布依族苗族自治州 Qiánnán bùyīzú miáozú Zìzhìzhōu        | Xian de Changshun                        | 长顺县                  | Chángshùn Xiàn                      |
| Préfecture autonome buyei et miao de Qiannan 黔南布依族苗族自治州 Qiánnán bùyīzú miáozú Zìzhìzhōu        | Xian de Longli                           | 龙里县                  | Lónglǐ Xiàn                         |
| Préfecture autonome buyei et miao de Qiannan 黔南布依族苗族自治州 Qiánnán bùyīzú miáozú Zìzhìzhōu        | Xian de Huishui                          | 惠水县                  | Huìshuǐ Xiàn                        |
| Préfecture autonome buyei et miao de Qiannan 黔南布依族苗族自治州 Qiánnán bùyīzú miáozú Zìzhìzhōu        | Xian autonome sui de Sandu               | 三都水族自治县          | Sāndū shuǐzú Zìzhìxiàn              |
| Préfecture autonome buyei et miao de Qianxinan 黔西南布依族苗族自治州 Qiánxīnán bùyīzú miáozú Zìzhìzhōu  | Ville de Xingyi                          | 兴义市                  | Xīngyì Shì                          |
| Préfecture autonome buyei et miao de Qianxinan 黔西南布依族苗族自治州 Qiánxīnán bùyīzú miáozú Zìzhìzhōu  | Xian de Xingren                          | 兴仁县                  | Xīngrén Xiàn                        |
| Préfecture autonome buyei et miao de Qianxinan 黔西南布依族苗族自治州 Qiánxīnán bùyīzú miáozú Zìzhìzhōu  | Xian de Pu'an                            | 普安县                  | Pǔ'ān Xiàn                          |
| Préfecture autonome buyei et miao de Qianxinan 黔西南布依族苗族自治州 Qiánxīnán bùyīzú miáozú Zìzhìzhōu  | Xian de Qinglong                         | 晴隆县                  | Qínglóng Xiàn                       |
| Préfecture autonome buyei et miao de Qianxinan 黔西南布依族苗族自治州 Qiánxīnán bùyīzú miáozú Zìzhìzhōu  | Xian de Zhenfeng                         | 贞丰县                  | Zhēnfēng Xiàn                       |
| Préfecture autonome buyei et miao de Qianxinan 黔西南布依族苗族自治州 Qiánxīnán bùyīzú miáozú Zìzhìzhōu  | Xian de Wangmo                           | 望谟县                  | Wàngmó Xiàn                         |
| Préfecture autonome buyei et miao de Qianxinan 黔西南布依族苗族自治州 Qiánxīnán bùyīzú miáozú Zìzhìzhōu  | Xian de Ceheng                           | 册亨县                  | Cèhēng Xiàn                         |
| Préfecture autonome buyei et miao de Qianxinan 黔西南布依族苗族自治州 Qiánxīnán bùyīzú miáozú Zìzhìzhōu  | Xian d'Anlong                            | 安龙县                  | Ānlóng Xiàn                         |